# 2013年のパシフィック・リーグクライマックスシリーズ
2013年のパシフィック・リーグクライマックスシリーズは、2013年（平成25年）10月に開催された、プロ野球パシフィック・リーグのクライマックスシリーズである。

## 概要
クライマックスシリーズは、日本選手権シリーズの出場権を懸けたプレーオフトーナメントである。パシフィック・リーグの2013年度特別協賛社であるモブキャストが冠スポンサーで「2013 Mobcast クライマックスシリーズ・パ」と銘打って開催される。なお本来なら、この大会の開会2日前・10月10日までにペナントレースをすべて消化しなければならなかったが、順位が確定し、日程に影響が生じなければペナントレースが開催できる特例があり、リーグ戦優勝によりファイナル進出を決めていた楽天と、このシーズンBクラスが確定していたオリックスのレギュラーシーズンの残り試合が1stステージの第1・2戦と同じ日に重複開催された。

### ファーストステージ
2013年度レギュラーシーズン第2位の埼玉西武ライオンズと第3位の千葉ロッテマリーンズが3戦2勝先取制で争い、勝者がファイナルステージに進出する。
会期：10月12日から10月14日（予備日：10月15日・16日 - 16日までにすべての試合が消化できない場合は打ち切り）
試合開始時間：全試合13時開始（10月15・16日の予備日が発生した場合は別途定める）
球場：西武ドーム

### ファイナルステージ
2013年度レギュラーシーズン第1位の東北楽天ゴールデンイーグルス（1勝分のアドバンテージが与えられる）とファーストステージ勝利チームの千葉ロッテマリーンズが6戦4勝先取制で争い、勝者がコナミ日本シリーズ2013への出場権を得る。
会期：10月17日から10月22日（予備日：10月23日 - 23日までにすべての試合が消化できない場合は打ち切り）
試合開始時間：第1・2・4戦 18時05分。第3戦 14時05分。
- 当初予定の第4戦（20日・雨天中止）は13時05分、第5戦（21日）・第6戦（22日）は18時05分開始予定だった。
- 10月23日に予備日が発生する可能性があった場合は、1試合のみ中止であった場合は18時05分、2試合中止であった場合はダブルヘッダーで消化する可能性があるため、第5戦が13時05分開始、第6戦も開催する場合は第5戦終了後ナイトゲームでの開催が想定されていた[1]。

球場：日本製紙クリネックススタジアム宮城
なおファイナル(第2)ステージ全試合が屋外球場で開催されるのは、2004年以降のパ・リーグプレーオフ・クライマックスシリーズ通じてセ・パで初めてである(2008年の第2ステージは、パ・リーグでは西武(優勝)と日本ハム(3位・第1ステージ勝者)の対戦となったが、第1戦のみ埼玉県営大宮公園野球場で開催された)。

### トーナメント表
|  | 1stステージ（準決勝） | 1stステージ（準決勝） |                         |       | ファイナルステージ（決勝） | ファイナルステージ（決勝） |
|  |                       |                       |                         |       |                            |                            |
|  |                       |                       |                         |       |                            |                            |
|  |                       |                       |                         |       |                            |                            |
|  |                       |                       |                         |       |                            |                            |
|  |                       |                       | （6戦4勝制） Kスタ宮城  |       |                            |                            |
|  |                       |                       |                         |       |                            |                            |
|  | 楽天                  | ☆○●○○                 |                         |       |                            |                            |
|  | 楽天                  | ☆○●○○                 | （3戦2勝制） 西武ドーム |       |                            |                            |
|  |                       |                       | ロッテ                  | ★●○●● |                            |                            |
|  | 西武                  | ●○●                   | ロッテ                  | ★●○●● |                            |                            |
|  | 西武                  | ●○●                   |                         |       |                            |                            |
|  | ロッテ                | ○●○                   |                         |       |                            |                            |
|  | ロッテ                | ○●○                   |                         |       |                            |                            |
|  |                       |                       |                         |       |                            |                            |
|  |                       |                       |                         |       |                            |                            |
|  |                       |                       |                         |       |                            |                            |
|  |                       |                       |                         |       |                            |                            |

☆・★=ファイナルステージのアドバンテージによる1勝・1敗分

## 試合経過等

### ファーストステージ

#### 第1戦（10月12日）

##### 概要（ファーストS第1戦）
ロッテ打線がプレーオフ1試合最多の10長打16安打11点で西武を圧倒して勝利した。ロッテは初回に井口の本塁打で先制し、井口はその後3回の犠飛と5回の適時打など2安打3打点を挙げ、8回には加藤がCS初打席で3点本塁打など5点を挙げた。西武打線は5回の中村の本塁打の1点だけで、4回に無死1・2塁で浅村が併殺打に倒れ、5回には中村の本塁打の後に1死満塁とするが片岡と栗山が凡退した。ロッテは今シーズン3勝9敗と相性が悪かった西武ドームで先勝した。勝利投手の西野は、育成出身選手としてはCS初の勝利投手となった。

##### スコア（ファーストS第1戦）
●西武 1 - 11 ロッテ○ （西武ドーム）
|        | 1 | 2 | 3 | 4 | 5 | 6 | 7 | 8 | 9 | R  | H  | E |
| ------ | - | - | - | - | - | - | - | - | - | -- | -- | - |
| ロッテ | 1 | 0 | 2 | 1 | 1 | 1 | 0 | 5 | 0 | 11 | 16 | 0 |
| 西武   | 0 | 0 | 0 | 0 | 1 | 0 | 0 | 0 | 0 | 1  | 7  | 0 |

1. （西武0勝1敗）
2. ロ：古谷 (4回1/3) - ○西野 (1回2/3) - カルロス・ロサ (1回) - 内 (1回) - 藤岡 (1回)
3. 西：●岸 (5回) - 大石 (0回2/3) - 高橋 (0回1/3) - 増田 (2回) - 十亀 (1回)
4. 勝利：西野（1勝）
5. 敗戦：岸（1敗）
6. 本塁打
ロ：井口1号(1回1点・岸)、サブロー1号(4回1点・岸)、加藤1号(8回3点・増田)
西：中村1号(5回1点・古谷)
7. 審判
［球審］栄村
［塁審］中村（1B）、笠原（2B）、土山（3B）
［外審］渡田（LL）、本田（RL）
8. 開始：13時01分 観衆：32,880人 時間：3時間25分

##### オーダー（ファーストS第1戦）
| ロッテ | ロッテ | ロッテ   |
| 打順   | 守備   | 選手     |
| ------ | ------ | -------- |
| 1      | [二]   | 根元     |
| 2      | [中]   | 岡田     |
| 3      | [一]   | 井口     |
|        | 一     | 細谷     |
| 4      | [三]   | 今江     |
| 5      | [右]   | 角中     |
|        | 走左   | 加藤     |
| 6      | [左]   | サブロー |
|        | 走右   | 清田     |
| 7      | [指]   | ブラゼル |
| 8      | [遊]   | 鈴木     |
| 9      | [捕]   | 里崎     |
|        | 捕     | 田村     |

| 西武 | 西武   | 西武     |
| 打順 | 守備   | 選手     |
| ---- | ------ | -------- |
| 1    | [三]   | ヘルマン |
|      | 捕     | 星孝     |
| 2    | [二]   | 片岡     |
|      | 遊     | 永江     |
| 3    | [左]   | 栗山     |
| 4    | [一]   | 浅村     |
| 5    | [中]   | 秋山     |
| 6    | [指]   | 中村     |
| 7    | [右]   | 坂田     |
| 8    | [捕]   | 炭谷     |
|      | 打捕   | 上本     |
|      | 二     | 金子     |
| 9    | [遊]三 | 鬼崎     |

##### 記録（ファーストS第1戦）
チーム
- 最多長打:10、ロッテ[4][3]

個人
- 初打席初本塁打：加藤翔平（ロッテ）、8回に増田から3ラン[5]
- 育成選手出身勝利投手：西野勇士（ロッテ）、史上初

#### 第2戦（10月13日）

##### 概要（ファーストS第2戦）
前日とは逆に西武が先発全員安打でプレーオフ新記録となる20安打で勝利し、1勝1敗のタイとした。1回、栗山の適時二塁打で先制、栗山は4回にも3ラン本塁打を放ち、チームは5回までに毎回得点で13点を挙げ、8回にも2点を追加し15点と打線が爆発した。投げては先発の岡本洋がロッテ打線に二塁を踏ませない6安打1四球の内容で、シーズン公式戦を含めて初の完封勝利。ロッテは1回、無死一塁として岡田にセーフティーバント失敗後に併殺打となるなど、この試合は4併殺で前日の長打攻勢とは逆に打線が沈黙した。西武は、2004年以降のプレーオフ・CSでの対ロッテ戦初勝利を挙げた。

##### スコア（1st第2戦）
○西武 15 - 0 ロッテ● （西武ドーム）
|        | 1 | 2 | 3 | 4 | 5 | 6 | 7 | 8 | 9 | R  | H  | E |
| ------ | - | - | - | - | - | - | - | - | - | -- | -- | - |
| ロッテ | 0 | 0 | 0 | 0 | 0 | 0 | 0 | 0 | 0 | 0  | 6  | 0 |
| 西武   | 2 | 2 | 1 | 3 | 5 | 0 | 0 | 2 | X | 15 | 20 | 0 |

1. （西武1勝1敗）
2. ロ：●松永 (2回0/3) - 藤岡 (2回2/3) - レデズマ (2回1/3) - 服部 (1回)
3. 西：○岡本洋 (9回)
4. 勝利：岡本洋（1勝）
5. 敗戦：松永（1敗）
6. 本塁打
西：片岡1号(2回2点・松永)、栗山1号(4回3点・藤岡)
7. 審判
［球審］土山
［塁審］笠原（1B）、渡田（2B）、本田（3B）
［外審］石山（LL）、中村（RL）
8. 開始：13時01分 観衆：33,914人 時間：3時間16分

##### オーダー（ファーストS第2戦）
| ロッテ | ロッテ | ロッテ   |
| 打順   | 守備   | 選手     |
| ------ | ------ | -------- |
| 1      | [二]   | 根元     |
|        | 遊     | 細谷     |
| 2      | [中]   | 岡田     |
|        | 中     | 伊志嶺   |
| 3      | [一]   | 井口     |
|        | 一     | 福浦     |
| 4      | [三]   | 今江     |
| 5      | [右]   | 角中     |
|        | 走右   | 清田     |
| 6      | [左]   | サブロー |
|        | 左     | 加藤     |
| 7      | [指]   | ブラゼル |
| 8      | [遊]二 | 鈴木     |
| 9      | [捕]   | 里崎     |
|        | 捕     | 田村     |

| 西武 | 西武   | 西武     |
| 打順 | 守備   | 選手     |
| ---- | ------ | -------- |
| 1    | [三]   | ヘルマン |
|      | 遊     | 永江     |
| 2    | [二]   | 片岡     |
|      | 打三   | 渡辺直   |
| 3    | [左]   | 栗山     |
|      | 打左   | 熊代     |
| 4    | [一]   | 浅村     |
| 5    | [中]   | 秋山     |
| 6    | [指]   | 中村     |
|      | 走指   | 金子     |
| 7    | [右]   | 坂田     |
|      | 打     | 星孝     |
|      | 右     | 斉藤     |
| 8    | [捕]   | 炭谷     |
| 9    | [遊]二 | 鬼崎     |

##### 記録（ファーストS第2戦）
チーム
- 先発全員安打：西武
- 1試合安打：20、西武[3]

個人
- 完封勝利：岡本洋介（西武）

#### 第3戦（10月14日）

##### 概要（ファーストS第3戦）
前2試合とは一転し、前半から息詰まる投手戦となった第3戦はロッテが勝利し、2勝1敗でファイナルステージ進出が決定した。ロッテが5回に鈴木、6回に井口の本塁打で2点差としたが、6回裏に西武はロッテの先発の唐川を攻めて、無死1・3塁とした。ロッテは内へとスイッチしたが、浅村に犠飛を打たれて1点を返される。しかし秋山が併殺に倒れ、1点止まりに終わる。西武は8回、1死1塁とされた場面で、シーズン終盤10連投でチーム8連勝の立役者の涌井を投入するが、盗塁と炭谷の悪送球により3塁まで進むと今江に四球を与えて1・3塁となった。ここで迎えた角中への初球が甘く入り2点適時3塁打とされ、試合を決定づけられた。西武はロッテの7安打を上回る8安打を放つが、浅村の犠飛による1点に終わり、勝負所であと1本がでなかった。勝利投手はCS初登板で初先発の唐川。ロッテは2004年に導入されたプレーオフ以降に4度出場で、すべてファースト(第1)ステージを突破となった。3位からの突破も最多タイの2度目。また、ファーストステージは2010年から4年連続で3位のチームが勝ち抜ける結果となった。
この試合の翌日、西武の監督の渡辺久信の辞任が発表されている。

##### スコア（ファーストS第3戦）
●西武 1 - 4 ロッテ○ （西武ドーム）
|        | 1 | 2 | 3 | 4 | 5 | 6 | 7 | 8 | 9 | R | H | E |
| ------ | - | - | - | - | - | - | - | - | - | - | - | - |
| ロッテ | 0 | 0 | 0 | 0 | 1 | 1 | 0 | 2 | 0 | 4 | 7 | 0 |
| 西武   | 0 | 0 | 0 | 0 | 0 | 1 | 0 | 0 | 0 | 1 | 8 | 1 |

1. （西武1勝2敗）
2. ロ：○唐川 (5回0/3) - H内 (2回) - Hカルロス・ロサ (1回) - S益田 (1回)
3. 西：●牧田 (5回1/3) - 高橋 (1回) - サファテ (1回) - 涌井 (0回0/3) - ウィリアムス (1回2/3)
4. 勝利：唐川（1勝）
5. セーブ：益田（1S）
6. 敗戦：牧田（1敗）
7. 本塁打
ロ：鈴木1号(5回1点・牧田)、井口2号(6回1点・牧田)
8. 審判
［球審］本田
［塁審］渡田（1B）、石山（2B）、中村（3B）
［外審］栄村（LL）、笠原（RL）
9. 開始：13時02分 観衆：33,882人 時間：3時間1分

##### オーダー（ファーストS第3戦）
| ロッテ | ロッテ | ロッテ   |
| 打順   | 守備   | 選手     |
| ------ | ------ | -------- |
| 1      | [二]   | 根元     |
| 2      | [中]   | 岡田     |
| 3      | [一]   | 井口     |
| 4      | [三]   | 今江     |
| 5      | [右]   | 角中     |
|        | 走右   | 清田     |
| 6      | [左]   | サブロー |
|        | 走左   | 加藤     |
| 7      | [指]   | 福浦     |
|        | 打指   | 伊志嶺   |
|        | 打指   | ブラゼル |
| 8      | [遊]   | 鈴木     |
| 9      | [捕]   | 里崎     |

| 西武 | 西武 | 西武     |
| 打順 | 守備 | 選手     |
| ---- | ---- | -------- |
| 1    | [三] | ヘルマン |
| 2    | [二] | 片岡     |
| 3    | [左] | 栗山     |
| 4    | [一] | 浅村     |
| 5    | [中] | 秋山     |
| 6    | [指] | 中村     |
| 7    | [右] | 坂田     |
| 8    | [捕] | 炭谷     |
|      | 打   | 金子     |
| 9    | [遊] | 鬼崎     |

### ファイナルステージ

#### 第1戦（10月17日）

##### 概要（ファイナルS第1戦）
楽天が今季24勝0敗で無敗の最多勝投手となった先発の田中が3回以降危なげない投球で、2対0でロッテに先勝し2勝0敗とした。ロッテは1回と2回にそれぞれ一、二塁としたものの、共に無得点に終わり、この試合三塁が踏めずに終わった。ロッテの先発は6月に左肩痛で故障し、復帰した10月8日のシーズン最終戦で3回に降板した成瀬だったが、7回を銀次の本塁打による1点に抑える好投を見せるが、打線の援護がなかった。楽天は8回にもマギーの適時打が出て1点を追加。田中はCSでは3試合で3完投で、初めての完封勝利となり、シーズン公式戦と合わせて19イニング無得点。この試合の観客動員は24332人で球場史上最多記録。

##### スコア（ファイナルS第1戦）
○楽天 2 - 0 ロッテ● （日本製紙クリネックススタジアム宮城）
|        | 1 | 2 | 3 | 4 | 5 | 6 | 7 | 8 | 9 | R | H | E |
| ------ | - | - | - | - | - | - | - | - | - | - | - | - |
| ロッテ | 0 | 0 | 0 | 0 | 0 | 0 | 0 | 0 | 0 | 0 | 7 | 1 |
| 楽天   | 0 | 0 | 0 | 1 | 0 | 0 | 0 | 1 | X | 2 | 8 | 1 |

1. （楽天2勝0敗）
2. ロ：●成瀬 (7回) - レデズマ (0回1/3) - 西野 (0回1/3) - 服部 (0回1/3)
3. 楽：○田中 (9回)
4. 勝利：田中（1勝）
5. 敗戦：成瀬（1敗）
6. 本塁打
楽：銀次1号(4回1点・成瀬)
7. 審判
［球審］川口
［塁審］西本（1B）、山本貴（2B）、津川（3B）
［外審］柳田（LL）、名幸（RL）
8. 開始：18時06分 観衆：24,332人 時間：2時間55分

##### オーダー（ファイナルS第1戦）
| ロッテ | ロッテ | ロッテ   |
| 打順   | 守備   | 選手     |
| ------ | ------ | -------- |
| 1      | [二]   | 根元     |
| 2      | [中]   | 岡田     |
| 3      | [一]   | 井口     |
| 4      | [三]   | 今江     |
| 5      | [左]   | 角中     |
| 6      | [指]   | サブロー |
| 7      | [遊]   | 鈴木     |
| 8      | [右]   | 清田     |
| 9      | [捕]   | 里崎     |

| 楽天 | 楽天 | 楽天       |
| 打順 | 守備 | 選手       |
| ---- | ---- | ---------- |
| 1    | [右] | 岡島       |
| 2    | [二] | 藤田       |
| 3    | [一] | 銀次       |
| 4    | [指] | ジョーンズ |
| 5    | [三] | マギー     |
| 6    | [左] | 枡田       |
|      | 左   | 森山       |
| 7    | [遊] | 松井       |
| 8    | [捕] | 嶋         |
| 9    | [中] | 聖澤       |

##### 記録（ファイナルS第1戦）
その他
- 球場史上最多観客動員：24332人、クリネックススタジアム宮城。シーズン公式戦を含む

#### 第2戦（10月18日）

##### 概要（ファイナルS第2戦）
楽天の先発の則本、ロッテのグライシンガーが共に好投で、6回まで無失点に抑えていたものの、7回にロッテはこの試合初めて三塁に走者を置くと代打ブラゼルの投手強襲の打球がグラブをはじく間に1点を先制。楽天は9回にアンドリュー・ジョーンズのソロ本塁打で同点に追い付き延長戦に突入。10回表、ロッテはブラゼルがソロ本塁打を放ち勝ち越すとこの回だけで3点を追加した。この年シーズン公式戦ではブラゼルは左投手から本塁打を打っておらず、左投手の金刃の場面で代打も考えられたが、監督の伊東が7回のラッキーな打点を挙げた事でそのまま打席に立たせた結果、采配が的中した。楽天はその裏に聖澤が右翼へソロ本塁打を放つも反撃はそこまでで第2戦を落とし、対戦成績を2勝1敗とした。楽天は先発の則本が好投するものの、シーズン中から不安定だった救援陣が誤算だった。先発の則本はパ・リーグのプレーオフ、CSでは初の新人二桁奪三振（セを入れると今年の巨人の菅野に続いて2人目）。

##### スコア（ファイナルS第2戦）
●楽天 2 - 4 ロッテ○ （日本製紙クリネックススタジアム宮城）
|        | 1 | 2 | 3 | 4 | 5 | 6 | 7 | 8 | 9 | 10 | R | H | E |
| ------ | - | - | - | - | - | - | - | - | - | -- | - | - | - |
| ロッテ | 0 | 0 | 0 | 0 | 0 | 0 | 1 | 0 | 0 | 3  | 4 | 8 | 1 |
| 楽天   | 0 | 0 | 0 | 0 | 0 | 0 | 0 | 0 | 1 | 1  | 2 | 7 | 0 |

1. （楽天2勝1敗）
2. ロ：グライシンガー (6回) - Hカルロス・ロサ (1回) - H益田 (1回) - ○内 (2回)
3. 楽：則本 (9回) - ●金刃 (0回0/3) - 小山伸 (0回1/3) - 長谷部 (0回0/3) - レイ (0回2/3)
4. 勝利：内（1勝）
5. 敗戦：金刃（1敗）
6. 本塁打
ロ：ブラゼル1号(10回1点・金刃)
楽：ジョーンズ1号(9回1点・内)、聖澤1号(10回1点・内)
7. 審判
［球審］津川
［塁審］山本貴（1B）、柳田（2B）、名幸（3B）
［外審］杉本（LL）、西本（RL）
8. 開始：18時06分 観衆：24,097人 時間：3時間25分

##### オーダー（ファイナルS第2戦）
| ロッテ | ロッテ | ロッテ   |
| 打順   | 守備   | 選手     |
| ------ | ------ | -------- |
| 1      | [二]   | 根元     |
| 2      | [中]   | 岡田     |
| 3      | [一]   | 井口     |
|        | 走一   | 細谷     |
|        | 打一   | 福浦     |
| 4      | [三]   | 今江     |
| 5      | [左]   | 角中     |
|        | 走左   | 加藤     |
| 6      | [指]   | サブロー |
|        | 打指   | ブラゼル |
| 7      | [遊]   | 鈴木     |
| 8      | [右]   | 清田     |
| 9      | [捕]   | 里崎     |

| 楽天 | 楽天 | 楽天       |
| 打順 | 守備 | 選手       |
| ---- | ---- | ---------- |
| 1    | [右] | 岡島       |
| 2    | [二] | 藤田       |
| 3    | [一] | 銀次       |
| 4    | [指] | ジョーンズ |
| 5    | [三] | マギー     |
| 6    | [左] | 枡田       |
|      | 左   | 森山       |
| 7    | [遊] | 松井       |
| 8    | [捕] | 嶋         |
| 9    | [中] | 聖澤       |

##### 記録（ファイナルS第2戦）
個人
- 新人二桁奪三振：則本昂大（楽天）、史上2人目、パリーグでは初

#### 第3戦（10月19日）

##### 概要（ファイナルS第3戦）
楽天の美馬がロッテ打線に三塁を踏ませない投球で、シーズン公式戦を通じて初の完封勝利を挙げ、楽天は3勝1敗で日本シリーズ進出に王手をかけた。2回に2死一、二塁から嶋が決勝打となる2点適時打を放つ。ロッテも2回と3回に2死一、二塁としたものの、得点をする事ができず、8回まで先頭打者を塁に出せなかった。9回、この試合初めて先頭打者が四球で出塁するが、続く今江が併殺打に倒れている。ロッテ打線はファイナルステージにおいて、いずれも9回まで投げた楽天の先発投手から1点しか挙げておらず、中軸の井口、今江がこの試合無安打など打線がつながらなかった。観客は第1戦を更新する球場史上最多の24396人。

##### スコア（ファイナルS第3戦）
○楽天 2 - 0 ロッテ●  （日本製紙クリネックススタジアム宮城）
|        | 1 | 2 | 3 | 4 | 5 | 6 | 7 | 8 | 9 | R | H | E |
| ------ | - | - | - | - | - | - | - | - | - | - | - | - |
| ロッテ | 0 | 0 | 0 | 0 | 0 | 0 | 0 | 0 | 0 | 0 | 4 | 1 |
| 楽天   | 0 | 2 | 0 | 0 | 0 | 0 | 0 | 0 | X | 2 | 6 | 0 |

1. （楽天3勝1敗）
2. ロ：●古谷 (5回0/3) - 西野 (2回) - カルロス・ロサ (1回)
3. 楽：○美馬 (9回)
4. 勝利：美馬（1勝）
5. 敗戦：古谷（1敗）
6. 審判
［球審］名幸
［塁審］柳田（1B）、杉本（2B）、西本（3B）
［外審］川口（LL）、山本貴（RL）
7. 開始：14時05分 観衆：24,396人 時間：3時間0分

##### オーダー（ファイナルS第3戦）
| ロッテ | ロッテ | ロッテ   |
| 打順   | 守備   | 選手     |
| ------ | ------ | -------- |
| 1      | [二]   | 根元     |
| 2      | [中]   | 岡田     |
|        | 打     | 伊志嶺   |
|        | 捕     | 田村     |
| 3      | [一]   | 井口     |
| 4      | [三]   | 今江     |
| 5      | [左]   | 角中     |
| 6      | [指]   | ブラゼル |
| 7      | [遊]   | 鈴木     |
| 8      | [右]   | 清田     |
| 9      | [捕]   | 里崎     |
|        | 打中   | 加藤     |

| 楽天 | 楽天 | 楽天       |
| 打順 | 守備 | 選手       |
| ---- | ---- | ---------- |
| 1    | [右] | 岡島       |
| 2    | [二] | 藤田       |
| 3    | [一] | 銀次       |
| 4    | [指] | ジョーンズ |
| 5    | [三] | マギー     |
| 6    | [左] | 枡田       |
|      | 左   | 牧田       |
| 7    | [遊] | 松井       |
| 8    | [捕] | 嶋         |
| 9    | [中] | 聖澤       |

##### 記録（ファイナルS第3戦）
その他
- 球場史上最多観客動員：24396人、クリネックススタジアム宮城。第1戦の記録を更新、シーズン公式戦を含む

#### 第4戦（10月21日）

##### 概要（ファイナルS第4戦）
当初、10月20日に予定されていたが雨天のため一日順延された。2004年からの10年連続でプレーオフ・CSが中止になるのはセ・パ通じて史上初めての出来事。なお、当初の予定は、13時05分試合開始。予告先発は楽天が辛島、ロッテが松永だった。
楽天がジョーンズ、マギーの両外国人選手の本塁打でロッテに逆転勝ちで、4勝1敗で球団初の日本シリーズ進出を決めた。ロッテは2回までに3点を取られるが、初出場でスタメンのG.G.佐藤の3ランで本塁打で逆転もその後逆転され、再度ロッテが追いつく展開となったが、7回のマギーのソロ本塁打で勝ち越し、8回に2点を追加した楽天が、8回から則本、田中の継投でロッテを抑えて勝利した。勝利投手は斎藤で、43歳8カ月での勝利投手はポストシーズン最年長記録となった。また楽天の監督の星野は日本シリーズ史上最年長出場監督、中日と阪神に次ぐ3球団目での出場は西本幸雄と並ぶ最多タイ記録
。一方ロッテは、この年苦手とした西武ドームでの西武とのCSは突破したものの、同じく苦手とした仙台では第2戦の1勝しか挙げられず、最後まで仙台は鬼門のまま2013年を終えてしまった。なお、楽天はこの年以降パ・リーグで2位以上に一度もなっていないため、当球場でクライマックスシリーズが開催されたのは現時点でこの試合が最後である。

##### スコア（ファイナルS第4戦）
○楽天 8 - 5 ロッテ●  （日本製紙クリネックススタジアム宮城）
|        | 1 | 2 | 3 | 4 | 5 | 6 | 7 | 8 | 9 | R | H  | E |
| ------ | - | - | - | - | - | - | - | - | - | - | -- | - |
| ロッテ | 0 | 0 | 0 | 4 | 0 | 0 | 1 | 0 | 0 | 5 | 10 | 1 |
| 楽天   | 1 | 2 | 0 | 2 | 0 | 0 | 1 | 2 | X | 8 | 10 | 0 |

1. （楽天4勝1敗）
2. ロ：唐川 (1回2/3) - 松永 (2回0/3) - 西野 (2回1/3) - ●カルロス・ロサ (1回1/3) - 服部 (0回1/3) - 益田 (0回1/3)
3. 楽：辛島 (4回) - Hレイ (2回) - 長谷部 (0回1/3) - ○斎藤 (0回2/3) - H則本 (1回) - S田中 (1回)
4. 勝利：斎藤（1勝）
5. セーブ：田中 (1勝1S)
6. 敗戦：カルロス・ロサ（1敗）
7. 本塁打
ロ：G.G.佐藤1号(4回3点・辛島)
楽：ジョーンズ2号(4回2点・西野)、マギー1号(7回1点・カルロスロサ)
8. 審判
［球審］西本
［塁審］杉本（1B）、川口（2B）、山本貴（3B）
［外審］津川（LL）、柳田（RL）
9. 開始：18時06分 観衆：24,264人 時間：3時間33分

##### オーダー（ファイナルS第4戦）
| ロッテ | ロッテ | ロッテ   |
| 打順   | 守備   | 選手     |
| ------ | ------ | -------- |
| 1      | [二]   | 根元     |
| 2      | [中]右 | 清田     |
|        | 打     | 福浦     |
|        | 走     | 伊志嶺   |
| 3      | [一]   | 井口     |
| 4      | [三]   | 今江     |
| 5      | [右]左 | 角中     |
| 6      | [左]   | サブロー |
|        | 中     | 加藤     |
| 7      | [指]   | G.G.佐藤 |
|        | 打指   | ブラゼル |
| 8      | [遊]   | 鈴木     |
| 9      | [捕]   | 里崎     |
|        | 打     | 金澤     |

| 楽天 | 楽天 | 楽天       |
| 打順 | 守備 | 選手       |
| ---- | ---- | ---------- |
| 1    | [右] | 岡島       |
| 2    | [二] | 藤田       |
| 3    | [一] | 銀次       |
| 4    | [指] | ジョーンズ |
| 5    | [三] | マギー     |
| 6    | [左] | 枡田       |
|      | 左   | 牧田       |
| 7    | [遊] | 松井       |
| 8    | [捕] | 嶋         |
| 9    | [中] | 聖澤       |

##### 記録（ファイナルS第4戦）
個人
- 最年長勝利投手：43歳6カ月、斎藤隆（楽天）

## 表彰選手
- MVP：田中将大（楽天）
  - 第1戦で先発で完封勝利投手。第4戦でリリーフで1イニング登板でセーブを挙げた。

## テレビ・ラジオ放送

### テレビ放送

#### ファーストステージ放送日程
第1戦
- テレビ埼玉（TVS）≪CTCとの2局ネット≫
  - 放送時間：13:00 - 17:00（TVS、17:00 - 19:00はサブチャンネル（032ch）で放送）、13:00 - 16:54（CTC、16:54 - 18:00はサブチャンネル（032ch）で放送）
- NHK BS1（『阪神対広島』とマルチ編成）
  - 放送時間：13:00 - 試合終了まで（13:49 - 試合終了まではBS102ch（サブチャンネル）で放送）
- テレ朝チャンネル2
  - 放送時間：12:45 - 16:50

第2戦
- テレビ埼玉（TVS）≪CTCとの2局ネット≫
  - 放送時間：13:00 - 19:00（TVS、サブチャンネル（032ch）で放送）、 放送時間：13:00 - 18:00（CTC、サブチャンネル（032ch）で放送）
- NHK BS1（『阪神対広島』とマルチ編成）
  - 放送時間：13:00 - 試合終了まで（13:49 - 試合終了まではBS102ch（サブチャンネル）で放送）
- テレ朝チャンネル2
  - 放送時間：12:45 - 16:50

第3戦
- テレビ埼玉（TVS）≪CTCとの2局ネット≫
  - 放送時間：13:00 - 19:00（TVS、サブチャンネル（032ch）で放送） 、13:00 - 18:00（CTC、サブチャンネル（032ch）で放送）
- NHK BS1
  - 放送時間：13:00 - 16:30（『阪神対広島』が非開催となったため、全て101chで放送。なお15:00から放送を予定していた第93回天皇杯全日本サッカー選手権大会3回戦「清水エスパルス対ツエーゲン金沢」は102chでのマルチ編成放送とした）
- テレ朝チャンネル2
  - 放送時間：12:45 - 16:50

#### ファイナルステージ放送日程
第1戦
- NHK総合≪東北地方のみ≫
  - 放送時間：19:30 - 20:45（18:00 - 19:30・20:45 - 試合終了は地上デジタル総合2で放送。19:30 - 19:56は地上デジタル総合1のみで放送
- BS-TBS
  - 放送時間：18:00 - 20:54（最大延長21:54まで）
- 日テレプラス ドラマ・アニメ・スポーツ
  - 放送時間：17:45 - 22:00

第2戦
- ミヤギテレビ（MMT）≪宮城県ローカル、『巨人対広島』の差し替え≫
  - 放送時間：18:30 - 20:54（同試合が早終了のため、延長なし）
- NHK BS1
  - 放送時間：18:00 - 試合終了まで
- 日テレプラス ドラマ・アニメ・スポーツ
  - 放送時間：17:45 - 22:00

第3戦
- NHK総合≪東北地方のみ≫
  - 放送時間：13:50 - 試合終了まで
- NHK BS1
  - 放送時間：14:00 - 試合終了まで
- 日テレプラス ドラマ・アニメ・スポーツ
  - 放送時間：13:45 - 18:00

10月20日
- 第4戦が行われる予定であったが順延。この他に東北放送（TBC）≪TUFも一部ネット≫、日テレプラスにおいて中継が予定されていたがいずれも中止となった。
- NHK BS1
  - 実況：冨坂和男（G-Media）、解説：小早川毅彦
  - 放送時間：13:05 - 13:10

- 試合は中止となったが、中止決定の旨と翌日以降の展望を放送。実況も坂梨哲士（IK）から変更された。

第4戦
- ミヤギテレビ（MMT）≪宮城県ローカル≫
  - 放送時間：19:00 - 20:54（延長なし[33]）
- テレビ東京（TX）≪テレビ東京系列≫[34]
  - 放送時間：18:30 - （TVQでは19:00 -[35] ）21:54（54分延長、世界ナゼそこに?日本人 〜知られざる波瀾万丈伝〜は放送中止）
- NHK BS1
  - 放送時間：18:00 - 試合終了まで
- 日テレプラス ドラマ・アニメ・スポーツ
  - 放送時間：17:45 - 22:00

- 地上波ではテレビ東京と宮城県域の日本テレビ系列局での並行放送となるが、宮城県域の県域局でテレビ東京系列局および独立局は置局されていないため、実際に並行放送される地域は無かった。

第5戦以降は以下の布陣で予定されていた（楽天が4勝1敗（アドバンテージ1勝を含む。）したため非開催）。
第5戦
- 東北放送（TBC）≪宮城県ローカル≫[36]
- NHK BS1
- 日テレプラス ドラマ・アニメ・スポーツ

第6戦
- 東北放送（TBC）≪TBS系列≫
- 日テレプラス ドラマ・アニメ・スポーツ

### ラジオ放送

#### ファーストステージ放送日程
文化放送は3試合とも、公式サイトのインターネットラジオによる同時配信を実施。ニッポン放送は『阪神対広島』の予備カード扱いとなり、同試合が行われなかった第3戦のみ中継した。一方TBSラジオではセ・リーグ同様放送がなかった。
第1戦
- 文化放送（QR）≪関東広域圏ローカル≫
  - 放送時間：13:00 - （試合終了まで）

第2戦
- 文化放送（QR）≪関東広域圏ローカル≫
  - 放送時間：13:00 - （試合終了まで）

第3戦
- 文化放送（QR）≪関東広域圏ローカル≫
  - 放送時間：13:00 - （試合終了まで）
- ニッポン放送（LF）≪関東広域圏ローカル≫
  - 放送時間：14:00 - （試合終了まで）

※ニッポン放送は本番カードの「阪神対広島」第3戦が行われなかったため、この試合の放送枠において試合途中から中継した。

#### ファイナルステージ放送日程
第1戦
- TBCラジオ≪RFCとの2局ネット／LF予備カード兼≫
  - 放送時間：TBCは17:57 - （最大延長23:50）、RFCは18:50 - （最大延長21:30）[37]

ニッポン放送（LF）においても、本番カードであるセ・リーグファイナル第2戦が先に終了したため、続けて試合終了までネット。
- 文化放送（QR）≪関東広域圏ローカル≫
  - 放送時間：17:50 - （試合終了まで）
- NHKラジオ第一≪東北地区のみ≫
  - 放送時間：18:00 - （試合終了まで）
- TBSラジオ（予備カード）≪TBC制作の裏送り≫
  - 本番カードであるセ・リーグファイナル第2戦が先に終了したため、続けて試合終了まで中継。

第2戦
- TBCラジオ≪RFCとの2局ネット／LF予備カード兼≫
  - 放送時間：TBCは17:57 - （最大延長23:50）、RFCは18:50 - （最大延長21:30）[37]

ニッポン放送（LF）においても、本番カードであるセ・リーグファイナル第3戦が先に終了したため、続けて試合終了までネット。
- 文化放送（QR）≪関東広域圏ローカル≫
  - 放送時間：17:50 - （試合終了まで）
- NHKラジオ第一≪東北地区のみ≫
  - 放送時間：18:05 - （試合終了まで）
- TBSラジオ（予備カード）≪TBC制作の裏送り≫
  - 本番カードであるセ・リーグファイナル第3戦が先に終了したため、続けて試合終了まで中継。

第3戦
- TBCラジオ≪宮城県ローカル≫
  - 放送時間：13:55 - （最大延長19:00、競馬中継挿入による中断あり）
- 文化放送（QR）≪関東広域圏ローカル≫
  - 放送時間：14:00 - （試合終了まで）
- NHKラジオ第一≪全国放送≫
  - 放送時間：14:05 - （試合終了まで）

10月20日
- 第4戦が行われる予定であったが順延。TBCラジオ≪宮城県ローカル≫、文化放送（QR）≪関東広域圏ローカル≫、NHKラジオ第一≪全国放送≫にて中継が予定されていたが全て中止となった。

第4戦
- TBCラジオ≪RFCとの2局ネット≫
  - 放送時間：TBCは17:57 - （最大延長23:50）、RFCは18:55 - （最大延長21:30）[37]
- 文化放送（QR）≪関東広域圏ローカル≫
  - 放送時間：17:50 - （試合終了まで）
- TBSラジオ≪関東広域圏ローカル、予備カードより昇格≫
  - 放送時間：17:50 - （試合終了まで）
  - 解説の槙原寛己、多村仁志（横浜DeNAベイスターズ）は『巨人対広島』第6戦からの振替出演
- ニッポン放送（LF）≪関東広域圏ローカル、予備カードより昇格≫
  - 放送時間：17:30 - （試合終了まで）
- NHKラジオ第一≪全国放送≫
  - 放送時間：18:05 - （試合終了まで）

第5戦以降は以下の布陣で予定されていた（楽天が4勝1敗（アドバンテージ1勝を含む。）となったため非開催）。
第5戦
- TBCラジオ≪RFCとの2局ネット≫
- 文化放送（QR）≪関東広域圏ローカル≫
- TBSラジオ≪関東広域圏ローカル≫
- ニッポン放送（LF）≪関東広域圏ローカル≫
- NHKラジオ第一≪全国放送≫

第6戦
- TBCラジオ≪RFCへのネット有無は不明≫
- 文化放送（QR）≪関東広域圏ローカル≫
- TBSラジオ≪関東広域圏ローカル≫
- ニッポン放送（LF）≪関東広域圏ローカル≫
- NHKラジオ第一≪全国放送≫